# بورباخ (راینلاند-فالتس)
بورباخ (به آلمانی: Burbach) یک منطقهٔ مسکونی در آلمان است که در بیتبورگ-پروم واقع شده‌است. بورباخ ۶۵۲ نفر جمعیت دارد.